# Dadi (Automarke)
Dadi war eine Automarke aus der Volksrepublik China.

## Markengeschichte
Dadi Automobile Group aus Baoding verwendete diese Marke. Vermarktet wurden Automobile. Der Zeitraum umfasste die Jahre von 1988 bis 2012.

## Fahrzeuge
Die Modelle hatten den Code BDD in ihrer Modellbezeichnung. Damit unterschieden sie sich von den Modellen der anderen Marken Dadi Chengdu und Dadi Xunchi.
Zunächst die Pick-ups: Smoothing BDD 1021, Smoothing BDD 1022 und Smoothing BD 1023 boten fünf Sitze, Melody BDD 1024 2+2 Sitze und Pioneer 1022 zwei Sitze.
Im Juli 2002 folgte das SUV Dushijunma BDD 6490.
Ab September 2004 gab es den Weiling BDD 6492 sowie den Jingshi BDD 6491. Für die Zeit von 2004 bis 2005 sind die SUV Yabao BDD 6470 und Yabao BDD 6493 überliefert.
Anfang 2007 erschienen mit Bliss BDD 1022 und Bliss BDD 1023 wieder Pick-ups mit fünf Sitzen sowie Courtly BDD 1021, Courtly BDD 1022 und Courtly BDD 1023 auf Weiling-Basis.
2008 folgte der Unisonous BDD 1030 als fünfsitziger Pick-up. Außerdem gab es den Neptun BDD 1020.

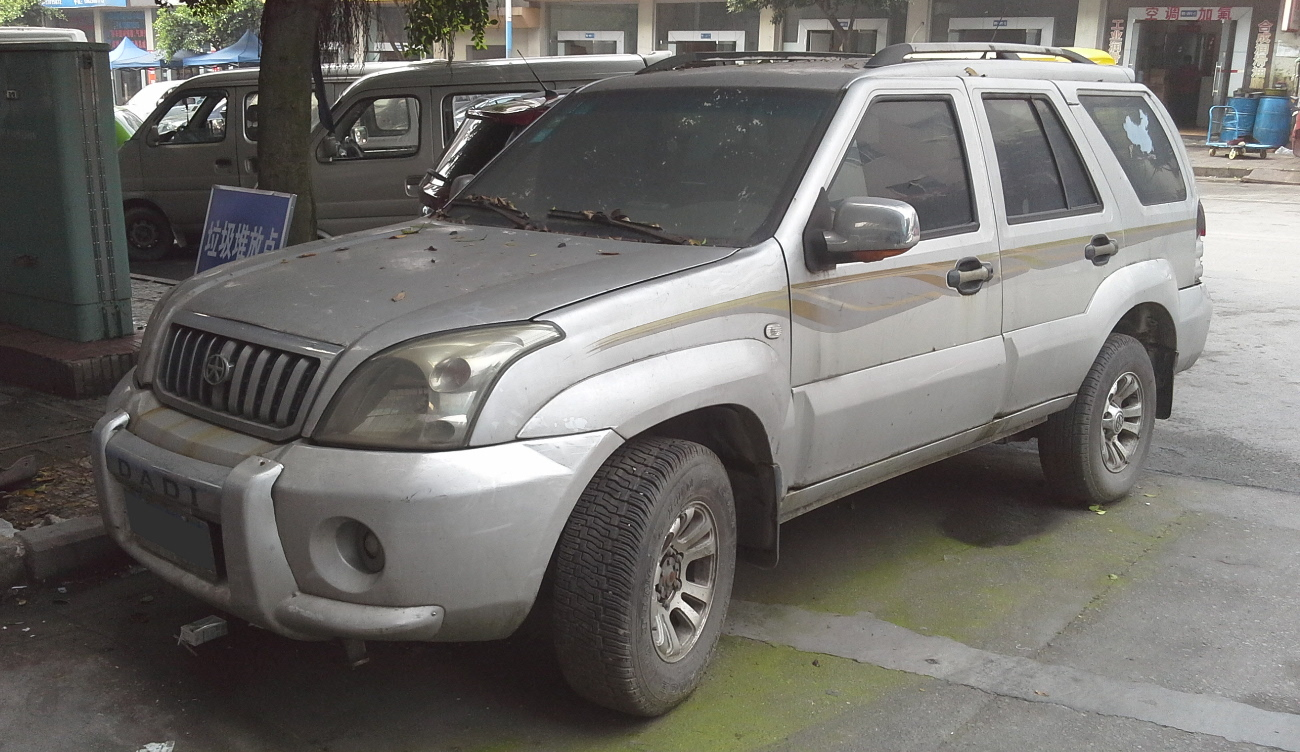
Dadi Jingchi
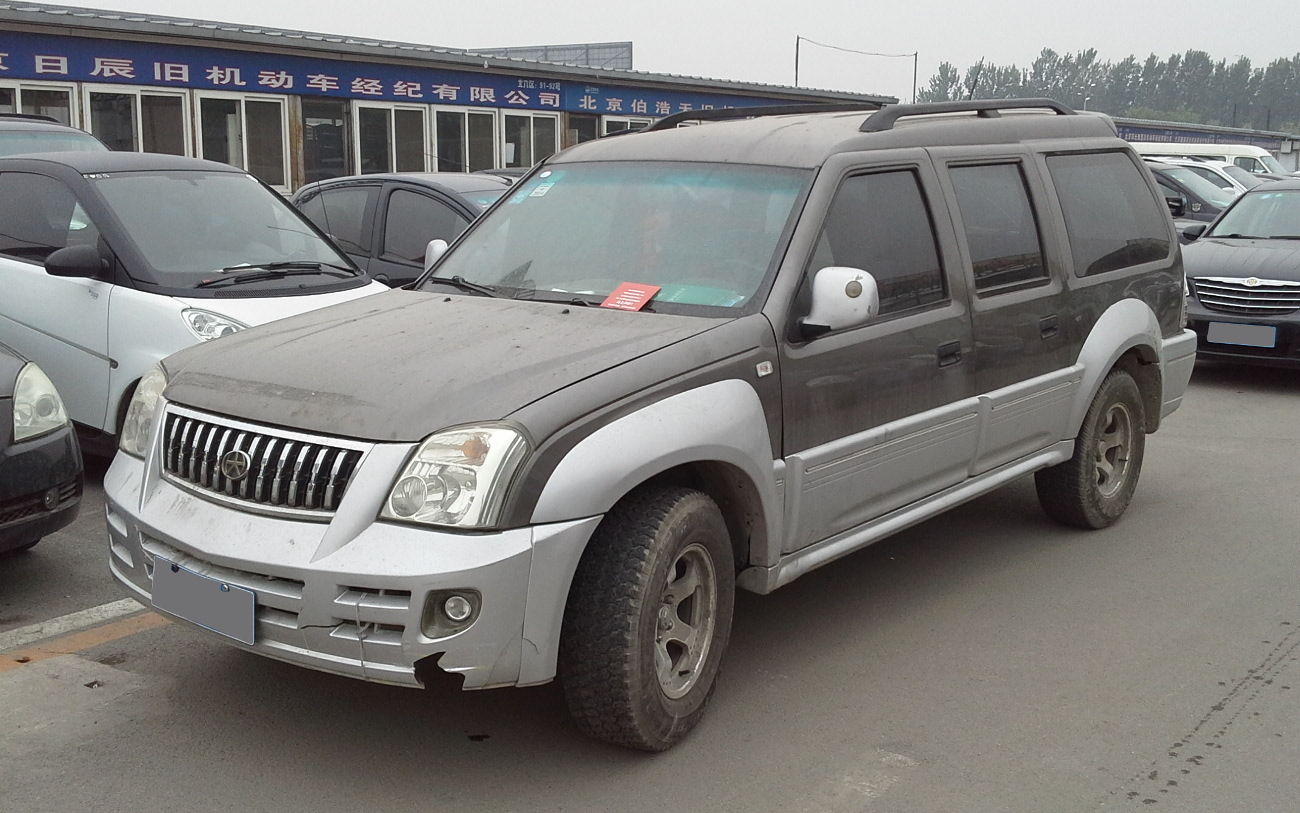
Dadi Dushijunma